# Štrba
Štrba es un municipio del distrito de Poprad en la región de Prešov, Eslovaquia, con una población estimada a final del año 2024 de 3337 habitantes.
Se encuentra ubicado al oeste de la región, cerca del río Poprad (cuenca hidrográfica del río Vístula) y de la frontera con la región de Žilina.

## Demografía
| Año        | 1994 | 2004    | 2014    | 2024    |
| ---------- | ---- | ------- | ------- | ------- |
| Población  | 3844 | 3653    | 3543    | 3337    |
| Diferencia |      | −4,96 % | −3,01 % | −5,81 % |

| Año        | 2023 | 2024    |
| ---------- | ---- | ------- |
| Población  | 3352 | 3337    |
| Diferencia |      | −0,44 % |